# Retrato de Auguste Gabriel Godefroy
Retrato de Auguste Gabriel Godefroy (Jeune Ecolier qui Joue au Toton) é um ilustre óleo sobre tela, de 1741, concebido por Jean-Baptiste-Siméon Chardin. A obra, representante evidente do estilo neoclássico, que ainda prosperava, retrata o jovem Auguste Godefroy a jogar com um cordel, rodeado por dois livros (um de capa preta), um pena e papel para a escrita, numa sala obscurecida pelos tons azeitona e verde das paredes.
O que é mais interessante neste trabalho de Chardin é analisar o traje da figura, um jovem do setecento francês. Este traja uma casaca verde farte de pequenos detalhes e «apoucos», uma cabeleira branca - o que mostra que desde muito jovens, os ricos burgueses e os nobres tinham que porta uma cabeleira, não só como sinal de distinção social mas também para proteger o cabelo de animais indesejádos, como os piolhos -, um colete cinzento e camisa de seda branca com várias rendinhas a debruar as mangas. Todavia, o espaço envolvente do figura do jovem, sem muitos detalhes, pode dizer-se que é desinteressante e que nada tem em especial.
De resto, a composição não tem maiores alusões ao barroco, senão o traje do rapaz. Porém, tem muitas alusões ao século em questão, em que, para além do traje, figuram o jogo tradicional que o jovem rapaz está a fazer, a curiosa pena, entre outras coisas. De facto é uma composição abastada em imaginação e muito curiosa, deveras. Por isso se tornou célebre pela Europa.
Actualmente, a pintura setecentista jaz conservada no MASP, em São Paulo, tendo sido adquirida pelo ilustre Assis Chateaubriand.